# Frazione
 (avril 2024).
Si vous disposez d'ouvrages ou d'articles de référence ou si vous connaissez des sites web de qualité traitant du thème abordé ici, merci de compléter l'article en donnant les références utiles à sa vérifiabilité et en les liant à la section « Notes et références ».
Une frazione (frazioni au pluriel)

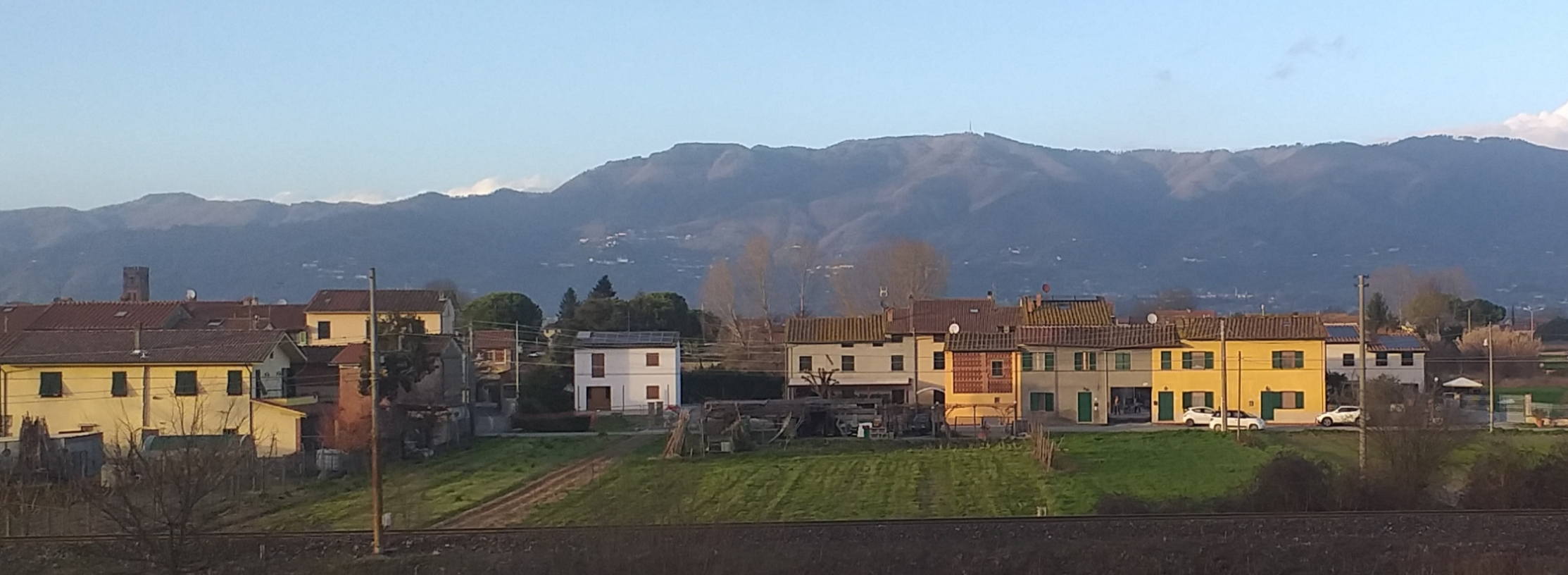
Photographie d'une frazione d'Italie (Tassignano, frazione de Capannori).

est, en toponomastique italienne, un hameau, une subdivision du territoire de la commune.
La frazione n'est pas le siège des bureaux municipaux, mais elle peut avoir une autonomie administrative et financière
.

## Dénomination en français de lafrazione
Les noms località et frazione sont généralement synonymes.
En Vallée d'Aoste, région autonome bilingue, le terme frazione, traduit en français par  « hameau », « fraction », ou « lieu-dit », indique un lieu moins étendu qu'une località (« localité »).

## Description
Parfois les hameaux ont une identité sociale. Un hameau peut être constitué de quelques maisons ou s'étendre sur le sommet d’une montagne ou d’une colline, le méandre d’un fleuve, une vallée boisée ou un site archéologique.
Historiquement, de nombreuses frazioni ont été constituées durant la période du fascisme pour développer et rationaliser les subdivisions territoriales du pays. Il n’est pas rare qu’un de ces hameaux[Où ?] ait été une ancienne commune qui ne pouvait plus conserver son statut administratif[pourquoi ?].
La réforme constitutionnelle de 2000 a redéfini certaines règles du fonctionnement communal.
- Les frazioni, qui étaient définies par le gouvernement central ou la région autonome, le sont dorénavant par les communes.
- Le maire-adjoint (prosindaco) d'un hameau pouvait être désigné et rémunéré par le maire (sindaco), souvent sur recommandation du conseil municipal (consiglio comunale) ou sur pétition d’habitants du hameau. Dorénavant, le sindaco peut déléguer ses fonctions au niveau de la frazione à un consigliere comunale (article 54 de la Constitution).